# Fumitaka Morishita
Fumitaka Morishita (japonés: 森下史崇 ; 5 de marzo de 1992) es un luchador japonés de lucha libre. Quinto en los Juegos Asiáticos de 2014. Ganó la medalla de bronce en campeonato asiático en los años 2014 y 2015. Dos veces representó a su país en la Copa del Mundo. En el 2013 consiguió el puesto 3.º, y en 2014 el puesto octavo. Tercero en la Universiada de 2013. Medallista de oro en campeonato mundial universitario de 2014. Tercera posición en Campeonato Mundial de Juniores del año 2012.